# Stawek (Łódź)
Pour les articles homonymes, voir Stawek.
Stawek est une localité polonaise de la gmina de Czarnożyły, située dans le powiat de Wieluń en voïvodie de Łódź.